# Jaan Talts
Jaan Talts (Massiaru, 1944. május 19. –) olimpiai, világ- és Európa-bajnok szovjet-észt súlyemelő.

## Pályafutása
Az 1968-as mexikóvárosi olimpián félnehézsúlyban ezüst-, az 1972-es müncheni játékokon nehézsúlyban aranyérmet szerzett. A világbajnokságokon két-két arany- és ezüstérmet, az Európa-bajnokságokon négy aranyérmet nyert. Pályafutása alatt 43 világ-, és 49 szovjet rekordot állított fel. 1967 és 1970 között illetve 1972-ben az év észt sportolójának választották.
1995–96-ban az észt parlament tagja volt.

## Sikerei, díjai
- az év észt sportolója (1967, 1968, 1969, 1970, 1972)
- Olimpiai játékok
  - aranyérmes: 1972, München (110 kg)
  - ezüstérmes: 1968, Mexikóváros (90 kg)
- Világbajnokság
  - aranyérmes (2): 1970, 1972 (mind 110 kg)
  - ezüstérmes (2): 1968 (90 kg), 1969 (110 kg)
- Európa-bajnokság
  - aranyérmes (4): 1968 (90 kg), 1969, 1970, 1972 (110 kg)